# Roman Pindel
Roman Pindel (Oświęcim, 18 novembre 1958) è un vescovo cattolico polacco, dal 16 novembre 2013 vescovo di Bielsko-Żywiec.

## Biografia
Roman Pindel è nato a Oświęcim il 18 novembre 1958. Ha un fratello, Jakub, e una sorella, Barbara.

### Formazione e ministero sacerdotale
Ha studiato al Liceo di educazione generale "Maria Skłodowskiej-Curie" di Andrychów, in una classe con un curriculum di studi focalizzato su matematica e fisica.
Ha compiuto gli studi ecclesiastici nel seminario maggiore di Cracovia dal 1977 al 1983. Dal 1986 ha proseguito gli studi presso la Pontificia Accademia di Teologia a Cracovia (PAT). Nel 1988 ha conseguito la licenza in teologia. Nel 1990 ha ottenuto il dottorato nella stessa disciplina con una tesi intitolata "Chrystus jako Arcykapłan współczujący według Listu do Hebrajczyków" (Cristo sommo sacerdote compassionevole secondo la Lettera agli Ebrei). Nel 2001 ha conseguito un diploma post-dottorato con una dissertazione intitolata "W obronie prawdy Ewangelii. Analiza literacko-retoryczna Ga 1, 11-2, 21" (In difesa della verità del Vangelo. Analisi letteraria e retorica Ga 1, 11-2, 21). Nel 2005 gli è stato conferito il titolo di professore di scienze teologiche.
Il 22 maggio 1983 è stato ordinato presbitero per l'arcidiocesi di Cracovia nella cattedrale arcidiocesana dal cardinale Franciszek Macharski. In seguito è stato vicario parrocchiale delle parrocchie dei Santi Simone e Giuda Taddeo a Kozy  e della Natività della Beata Vergine Maria a Racławice. Nel 1986 è entrato in servizio presso la Pontificia Accademia di Teologia a Cracovia come assistente. Nel 1992 è divenuto professore aggiunto presso la Facoltà di teologia dell'ateneo. Nel 2001, dopo avere trascorso un anno al Pontificio Istituto Biblico di Roma, ha conseguito l'abilitazione. In seguito è stato direttore spirituale del seminario maggiore di Cracovia dal 2004 al 2011, rettore del seminario maggiore di Cracovia dal 2011  e direttore della cattedra di ermeneutica biblica e giudaismo presso la Facoltà di teologia della Pontificia università Giovanni Paolo II, già PAT, di Cracovia.
A livello diocesano è stato coordinatore dei gruppi di preghiera del Movimento per il Rinnovamento nello Spirito Santo dal 1990 e delegato episcopale per i nuovi movimenti religiosi.
Nel settembre del 2013 è stato eletto presidente della Conferenza dei rettori dei seminari diocesani e religiosi polacchi.

### Ministero episcopale
Il 16 novembre 2013 papa Francesco lo ha nominato vescovo di Bielsko-Żywiec. Ha ricevuto l'ordinazione episcopale il 6 gennaio successivo nella cattedrale di San Nicola a Bielsko-Biała dal cardinale Stanisław Dziwisz, arcivescovo metropolita di Cracovia, co-consacranti l'arcivescovo Celestino Migliore, nunzio apostolico in Polonia, e il vescovo emerito di Bielsko-Żywiec Tadeusz Rakoczy. Come motto ha scelto l'espressione "Verbum vitae continentes". Il giorno successivo ha preso possesso della diocesi. Il 19 gennaio è entrato solennemente nella concattedrale della Natività della Beata Vergine Maria di Żywiec.
L'11 marzo 2021, la Commissione di Stato per le indagini sui casi di attività dirette contro la libertà sessuale e la decenza nei confronti di un minore di età inferiore ai 15 anni ha comunicato di avere inviato una lettera alla Procura regionale di Cracovia per chiedere di avviare un procedimento per presunti illeciti commessi da ecclesiastici che, a giudizio della commissione, erano a conoscenza di reati contro minori commessi dai loro subordinati e non si erano rivolti alle forze dell'ordine. La notifica indirizzata alla procura ha riguardato quattro vescovi: Tadeusz Rakoczy, Roman Pindel, Piotr Greger e Stanisław Dziwisz. L'ufficio del procuratore distrettuale di Żywiec ha rifiutato di avviare un procedimento contro le suddette persone. Secondo la procura, al momento in cui i presuli sarebbero stati informati dell'abuso di un minore, non c'era l'obbligo di informare le forze dell'ordine. Il caso riguardava abusi sessuali di minori commessi dal parroco di Międzybrodzie Bielskie tra il 1984 e il 2014. La commissione ha presentato un appello contro le decisioni della procura.
In seno alla Conferenza episcopale polacca è co-presidente dell'équipe per il dialogo con la comunità ecclesiastica evangelica di confessione augustana, membro della commissione del clero, membro del consiglio per l'ecumenismo, membro del team per i Movimenti per l'Intronizzazione  e membro della sezione per gli studi biblici della commissione per la dottrina della fede.

## Genealogia episcopale
La genealogia episcopale è:
- Cardinale Scipione Rebiba
- Cardinale Giulio Antonio Santori
- Cardinale Girolamo Bernerio, O.P.
- Arcivescovo Galeazzo Sanvitale
- Cardinale Ludovico Ludovisi
- Cardinale Luigi Caetani
- Cardinale Ulderico Carpegna
- Cardinale Paluzzo Paluzzi Altieri degli Albertoni
- Papa Benedetto XIII
- Papa Benedetto XIV
- Papa Clemente XIII
- Cardinale Enrico Benedetto Stuart
- Papa Leone XII
- Cardinale Chiarissimo Falconieri Mellini
- Cardinale Camillo Di Pietro
- Cardinale Mieczysław Halka Ledóchowski
- Cardinale Jan Maurycy Paweł Puzyna de Kosielsko
- Arcivescovo Józef Bilczewski
- Arcivescovo Bolesław Twardowski
- Arcivescovo Eugeniusz Baziak
- Papa Giovanni Paolo II
- Cardinale Stanisław Dziwisz
- Vescovo Roman Pindel